# Merenschwand
Merenschwand (schweizerdeutsch: ˈmɛriˌʃʋɑnt) ist eine Einwohnergemeinde im Schweizer Kanton Aargau. Sie gehört zum Bezirk Muri und liegt im Reusstal an der Grenze zu den Kantonen Zürich und Zug. Der südwestlich gelegene Ortsteil Benzenschwil war von 1813 bis 2011 eine eigenständige Gemeinde.

## Geographie

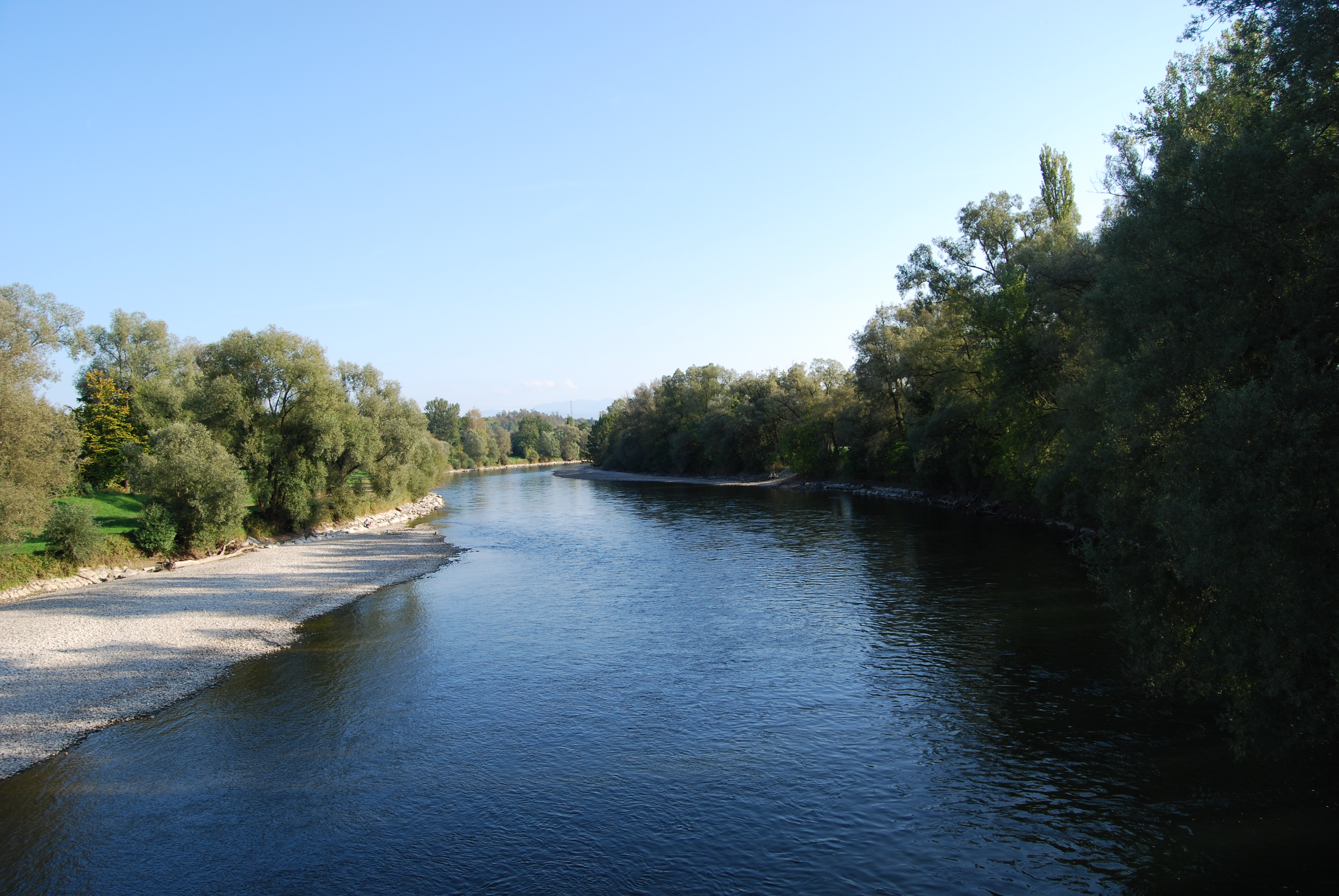
Reuss zwischen Rickenbach (Merenschwand) und Obfelden

Die Gemeinde besteht aus mehreren Siedlungen. Die Hauptsiedlung Merenschwand liegt am Rande der breiten Reussebene, rund anderthalb Kilometer westlich des Flusses am südlichsten Ausläufer des Wagenrains, der Reuss- und Bünztal voneinander trennt. Südwestlich davon liegt an den Ausläufern des Lindenbergs der zweitgrösste Ortsteil Benzenschwil (459 m ü. M.). Östlich von Merenschwand liegt am Fluss der drittgrösste Ortsteil Rickenbach, dazwischen erstreckt sich eine Industriezone. Ein Kilometer nördlich von Merenschwand liegt Unterrüti, rund anderthalb Kilometer ostsüdöstlich der Weiler Hagnau (unmittelbar an der Reuss).
Das Gelände ist überwiegend geprägt durch die völlig flache Schwemmlandebene der Reuss, die hier früher stark mäandrierte, oft über die Ufer trat und die Felder überflutete. Seit der letzten Etappe der Melioration in den 1970er Jahren ist der Verlauf der Reuss begradigt und vollständig durch Hochwasserschutzdämme begrenzt. Im Südwesten steigt das Gelände in Richtung Benzenschwil zunächst steil an und geht dann in welliges Terrain über. Von Südwesten nach Nordosten wird das Gemeindegebiet vom Wissenbach durchflossen. Dieser entspringt am Lindenberg, verläuft kurz nach Benzenschwil durch ein Tobel, tritt anschliessend in die Reussebene ein und mündet schliesslich in den Reusskanal. Der künstlich angelegte Kanal verläuft in einer Entfernung von 20 bis 250 Metern der Reuss entlang und entwässert die Ebene, die zahlreiche Weiher, Wassergräben und Sümpfe aufweist. Ein grosser Teil der Ebene steht unter Naturschutz und bietet so Lebensraum für bedrohte Tier- und Pflanzenarten. Das Schutzgebiet von nationaler Bedeutung ist über 100 Hektaren gross.

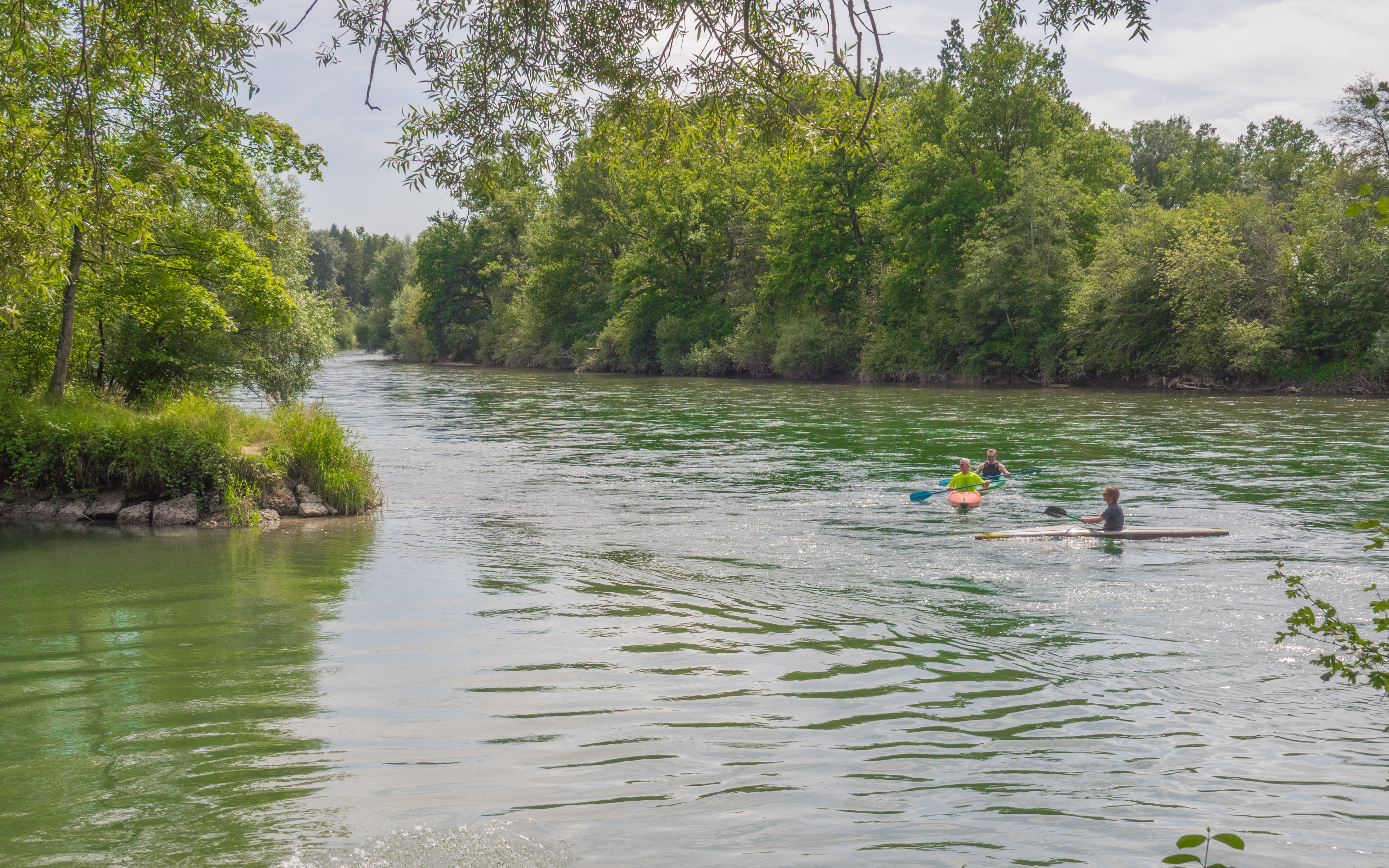
Mündung der Lorze in die Reuss

Die Fläche des Gemeindegebiets beträgt 1351 Hektaren, davon sind 197 Hektaren bewaldet und 169 Hektaren überbaut. Der höchste Punkt befindet sich auf 550 m ü. M. an der westlichen Gemeindegrenze, der tiefste auf 383 m ü. M. an der Reuss. Nachbargemeinden im Kanton Aargau sind Aristau im Norden, Muri und Geltwil im Westen, Beinwil (Freiamt) im Südwesten sowie Mühlau im Süden. Merenschwand grenzt im Osten an die im Kanton Zürich gelegenen Gemeinden Ottenbach und Obfelden, im Südosten an die im Kanton Zug gelegene Gemeinde Hünenberg.
Ein Dreikantonseck findet sich an der Lorzemündung in die Reuss .

## Geschichte
Zwischen Hagnau und dem zu Mühlau gehörenden Weiler Schoren entdeckte man 1983 bei Bauarbeiten für eine Hochspannungsleitung ein Grab aus der frühen Bronzezeit (ca. 1500 bis 1800 v. Chr.). Aus der Spätbronzezeit um 800 v. Chr. stammt eine kleine Siedlung, die 1944 bei Unterrüti beim Torfabbau zum Vorschein kam; diese Siedlung lag am Ufer eines heute nicht mehr existierenden Sees. Die Alamannen liessen sich im 8. Jahrhundert nieder. Bis zum 12. Jahrhundert entstanden die kleineren Weiler, ebenso die ältesten Teile der heutigen Pfarrkirche. Die erste urkundliche Erwähnung von Meriswanden erfolgte im Jahr 1189. Der Ortsname stammt vom althochdeutschen (ze) Merinswantun und bedeutet «bei den Rodungen des Mero».
Die Herren von Hünenberg erwarben Merenschwand im Jahr 1293 von den Grafen von Homberg. Sie fügten das Dorf ihrem kleinen Territorium zwischen Zugersee und Vierwaldstättersee an und übten sowohl die niedere Gerichtsbarkeit als auch die Blutgerichtsbarkeit aus. Bedeutende Grundherren waren ausserdem die Klöster Muri und Frauenthal. Nach der Schlacht bei Sempach im Jahr 1386, die Hünenberger hatten auf Seiten der unterlegenen Habsburger gekämpft, stieg die Stadt Luzern zur vorherrschenden Macht in der Region auf. Die Bewohner von Benzenschwil, Merenschwand und Mühlau kauften sich 1394 von den Hünenbergern los und unterstellten sich freiwillig der Herrschaft Luzerns. Sie waren zwar nicht gleichberechtigt mit den Stadtbürgern, besassen aber mehr Rechte als die übrigen Luzerner Untertanen. So durften sie die Richter und Untervögte selbst wählen und genossen Steuerprivilegien.
Im Jahr 1415 eroberten die Luzerner das benachbarte habsburgische Amt Meienberg, das sie jedoch 1425 an den gemeinsamen Besitz der Eidgenossen zurückgeben mussten. Merenschwand war wieder eine luzernische Exklave, getrennt durch die Gemeine Herrschaft der Freien Ämter. 1426 war erstmals von einem Amt Merenschwand die Rede. Die folgenden Jahrhunderte waren vor allem durch häufige Überschwemmungen der Reuss geprägt. Die Bewohner des Amtes waren unter anderem dazu verpflichtet, die Schutzdämme instand zu halten. Im 18. Jahrhundert fühlte sich Luzern immer weniger an die alten Verträge gebunden und führte ein zunehmend autoritäres Regime. Dies hatte 1765 eine kleine Revolte zur Folge, die aber rasch unterdrückt wurde.

Merenschwand, historisches Luftbild von 1923, aufgenommen aus 400 Metern Höhe von Walter Mittelholzer

Im März 1798 nahmen die Franzosen die Schweiz ein und riefen die Helvetische Republik aus. Das Amt Merenschwand war nun eine Exklave des Distrikts Hochdorf im Kanton Luzern. Mit Merenschwand (inklusive Rickenbach), Benzenschwil (inklusive Unterrüti) und Mühlau wurden drei Agentschaften geschaffen. Im Oktober 1802 schloss sich das Amt Merenschwand eigenmächtig dem Kanton Zug an, bis dann Napoleon Bonaparte im Februar 1803 den Anschluss an den Kanton Aargau verfügte. Die Grossgemeinde hatte nicht lange Bestand und zerfiel: Mühlau trennte sich im Jahr 1810, Benzenschwil folgte 1813. Das verbleibende Gebiet wurde zusätzlich in die drei Ortsbürgerschaften Merenschwand, Unterrüti (mit Hagnau und Rickenbach) und Schoren-Kestenberg aufgeteilt. Diese bildeten zwar eine politische Einheit, waren aber in den Bereichen Strassen, Schule und Armenwesen autonom.
Die katholischen Bewohner des Freiamts fühlten sich mit der Zeit immer mehr durch die von Reformierten dominierte aargauische Regierung unterdrückt. Mehrere Petitionen, die eine geringere Steuerbelastung forderten, blieben im Jahr 1830 ungehört. Schliesslich rief Johann Heinrich Fischer, Mitglied des Grossen Rates und Wirt des Gasthofs Schwanen, zum Freiämtersturm. Am 6. Dezember 1830 zogen die Aufständischen zunächst nach Wohlen, wo sich 6'000 Bewaffnete versammelten, und weiter in den Kantonshauptort Aarau. Die Regierungstruppen leisteten keinerlei Widerstand, und die Regierung wurde gestürzt. Die danach neu ausgearbeitete Verfassung fiel allerdings nicht im Sinne der konservativen Freiämter aus, da die liberalen Kräfte aus dem reformierten Kantonsteil ihre Forderungen durchsetzen konnten.
Nach der Verabschiedung der Badener Artikel im Jahr 1835 und während der Unruhen, die dem Aargauer Klosterstreit von 1841 vorausgingen, wurde Merenschwand militärisch besetzt. Während des Sonderbundskriegs kam es am 12. November 1847 an der Reuss bei Rickenbach zu einem Gefecht zwischen den Truppen des Sonderbunds und der Eidgenossenschaft. Ab 1867 forderten die Bewohner der Ortsbürgerschaft Schoren-Kestenberg die Loslösung von Merenschwand. Der Anschluss an Mühlau konnte erst 1879 nach zahlreichen Beschwerden und Rekursen vollzogen werden. Die Ortsbürgerschaft Unterrüti löste sich 1914 auf und verschmolz mit der Einwohnergemeinde Merenschwand.
Ein wichtiges Anliegen war die Bändigung der frei fliessenden Reuss, die oft über die Ufer trat. Der Entwässerungskanal dem Fluss entlang wurde 1861 fertiggestellt, die Entsumpfung der Ebene war bis 1863 abgeschlossen. Dennoch kam es in den folgenden Jahrzehnten immer wieder zu Dammbrüchen und Überschwemmungen. Erst die zweite Reusstalsanierung von 1972 bis 1983 löste das Problem endgültig. Es entstanden fast 14 km neue Dämme und rund 36 km Vorflutkanäle, der Kraftwerkneubau von Zufikon sorgte für einen Rückstau und damit eine langsamere Fliessgeschwindigkeit.
1864 wurden zwei Brücken über die Reuss gebaut, welche die jahrhundertealten Fähren ersetzten. 1881 war die Aargauische Südbahn eröffnet worden, die das Merenschwander Gemeindegebiet jedoch nur weit im Südwesten streifte. Mehrere Projekte für eine Schmalspurbahn zwischen Muri und Affoltern am Albis scheiterten. Bis weit ins 20. Jahrhundert hinein blieb Merenschwand stark landwirtschaftlich geprägt. Ab 1950 siedelten sich Industriebetriebe an, und die Einwohnerzahl wies eine leicht steigende Tendenz auf. Seit 1990 wird die Gemeinde aufgrund der Nähe zu den Städten Luzern, Zürich und Zug durch eine rege Bautätigkeit geprägt, die Bevölkerung hat innerhalb von knapp 15 Jahren um über die Hälfte zugenommen.
Am 1. Januar 2012 vereinigte sich Benzenschwil wieder mit Merenschwand. Nachdem im Dezember 2008 die Gemeindeversammlungen einen entsprechenden Beschluss gefasst hatten, folgte am 8. Februar 2009 die Bestätigung an der Urne. In Merenschwand sprachen sich 597 Stimmberechtigte für die Fusion aus, 212 waren dagegen.

## Sehenswürdigkeiten

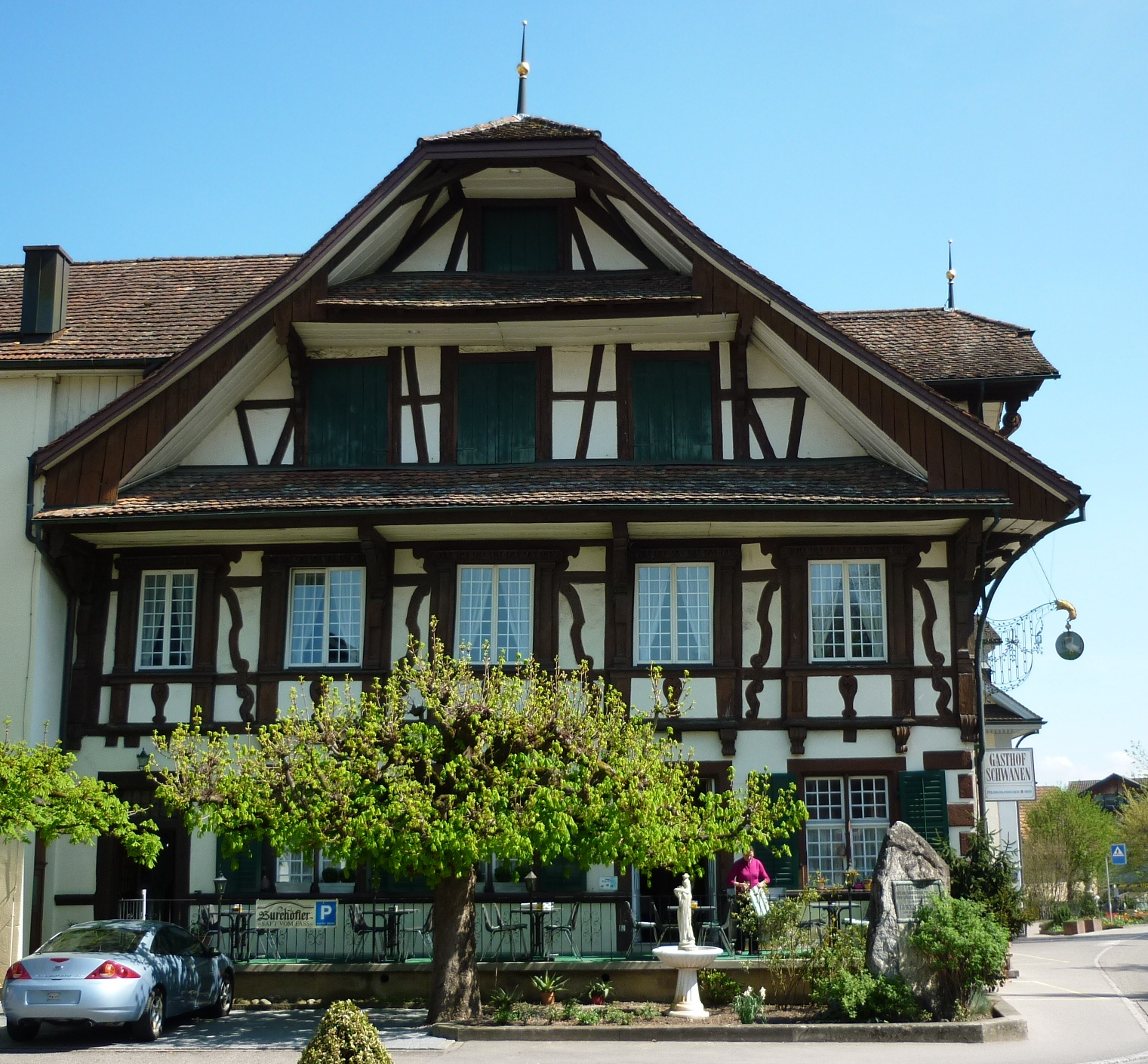
Gasthof Schwanen

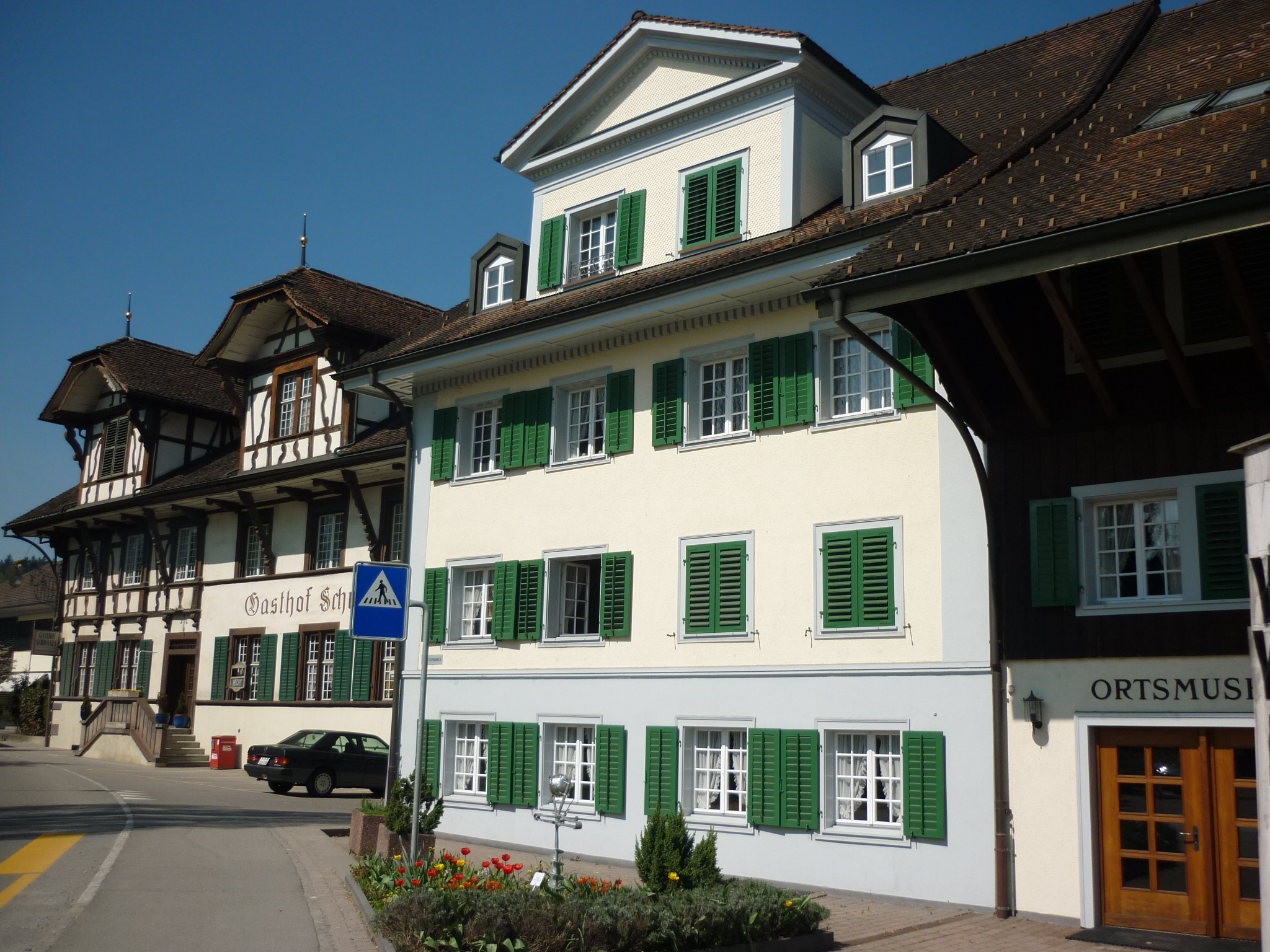
Ortsmuseum Postlonzihus

Die Pfarrkirche St. Vitus wurde erstmals 1245 urkundlich erwähnt, die Grundmauern des Kirchturms stammen aus dem 12. Jahrhundert. Um 1500 wurde die Kirche neu erbaut, aus dieser Zeit ist der im gotischen Stil errichtete Chor erhalten geblieben. Unter der Leitung des St. Galler Architekten August Hardegger wurde das Kirchenschiff von 1897 bis 1899 im neugotischen Stil vollständig umgebaut und erweitert. Die nördlich angrenzende Kaplanei stammt ursprünglich aus dem Jahr 1491 und wurde 1774 im spätgotischen Stil umgebaut. Im Weiler Hagnau steht die Wendelinskapelle, im Weiler Unterrüti die Mariahilfkapelle.
Bedeutendster Profanbau ist der Gasthof Schwanen. Das zweistöckige Gebäude mit einem abgewalmten Satteldach und zwei mächtigen Dachausbauten stammt aus dem Jahr 1615; der obere Teil wurde 1681 umgebaut. Bis 1798 war der Gasthof Amts- und Gerichtshaus des luzernischen Amtes Merenschwand. 1830 begann hier der Freiämtersturm unter Johann Heinrich Fischer, dem damaligen Wirt.
Im Postlonzihus aus dem 17. Jahrhundert ist das Ortsmuseum untergebracht. Hier wohnte der letzte Untervogt von Merenschwand. Der Name stammt aus den 1870er Jahren, als Leonz Burkart hier neben seinem Landwirtschaftsbetrieb noch das Postbüro führte.

## Wappen
Die Blasonierung des Gemeindewappens lautet: «In Blau auf grünem Hügel weisser, gelb bewehrter Schwan, den vorgestreckten Schnabel über zwei schwarze Rohrkolben mit grünen beblätterten Stängeln haltend.»  Den Schwan führte Merenschwand als Luzerner Amt seit 1518 im Wappen. Im 16. Jahrhundert wurde das Wappen meist als goldener Schwan in silbernem Feld blasoniert. Der Schwan sei gewählt worden in Erinnerung an das Wappentier  (die Helmzier) der Herren von Hünenberg (Hünaberg). Auch Schwanden GL hat einen Schwan im Wappen, und es wurde auch vermutet, der Schwan sei eine beliebte heraldische Deutung des Begriffs Schwand- (eigentlich «Rodung») im Sinne eines redenden Wappens gewesen. Der goldene Schwan wird bereits um 1600 in einer Darstellung einer Amtsfahne in einer Glasmalerei mit drei Rohrkolben dargestellt; die heutige Darstellung mit Rohrkolben stammt aus dem Jahr 1955.  Benzenschwil führt sein ehemaliges Gemeindewappen (von 1955) seit der Fusion 2010 als Dorfwappen weiter.

## Bevölkerung
Die Einwohnerzahlen entwickelten sich wie folgt:
| Jahr      | 1798 | 1850 | 1900 | 1930 | 1950 | 1960 | 1970 | 1980 | 1990 | 2000 | 2010 | 2020 |
| Einwohner | 618  | 1212 | 1230 | 1190 | 1196 | 1266 | 1351 | 1418 | 1519 | 2171 | 2617 | 3712 |

Die folgenden statistischen Angaben beziehen Benzenschwil mit ein.
Am 31. Dezember 2023 lebten 3794 Menschen in Merenschwand, der Ausländeranteil betrug 20,8 %. Bei der Volkszählung 2015 bezeichneten sich 53,3 % als römisch-katholisch und 14,8 % als reformiert; 31,9 % waren konfessionslos oder gehörten anderen Glaubensrichtungen an. 91,4 % gaben bei der Volkszählung 2000 Deutsch als ihre Hauptsprache an, 3,7 % Albanisch, 1,6 % Serbokroatisch, 0,7 % Italienisch und 0,6 % Portugiesisch.

## Politik und Recht
Die Versammlung der Stimmberechtigten, die Gemeindeversammlung, übt die Legislativgewalt aus. Ausführende Behörde ist der fünfköpfige Gemeinderat. Er wird im Majorzverfahren vom Volk gewählt, seine Amtsdauer beträgt vier Jahre. Der Gemeinderat führt und repräsentiert die Gemeinde. Dazu vollzieht er die Beschlüsse der Gemeindeversammlung und die Aufgaben, die ihm vom Kanton zugeteilt wurden. Für Rechtsstreitigkeiten ist in erster Instanz das Bezirksgericht Muri zuständig. Merenschwand gehört zum Friedensrichterkreis XIII (Muri).

## Wirtschaft
In Merenschwand gibt es gemäss der im Jahr 2015 erhobenen Statistik der Unternehmensstruktur (STATENT) rund 1700 Arbeitsplätze, davon 8 % in der Landwirtschaft, 57 % in der Industrie und 35 % im Dienstleistungssektor. Die ortsansässigen Unternehmen sind hauptsächlich in der Bau- und Holzindustrie, der Metallverarbeitung, der Kunststoffherstellung und der Medizinaltechnik tätig. Daneben gibt es mehr als 30 landwirtschaftliche Betriebe. Zahlreiche Erwerbstätige sind Wegpendler und arbeiten in der Region Muri oder in den Agglomerationen von Luzern, Zürich und Zug.

## Verkehr
Merenschwand liegt an der Kantonsstrasse 296 zwischen Bremgarten und Sins, die Kantonsstrasse 349 zweigt hier ab und führt über die Reuss nach Obfelden. Ganz im Norden des Gemeindegebiets, aber ohne direkte Strassenverbindung, befindet sich die zweite Reussbrücke zwischen Birri und Ottenbach. Westlich von Benzenschwil verläuft die Hauptstrasse 25 zwischen Lenzburg und Zug. Seit November 2009 besteht bei Affoltern am Albis eine Autobahnausfahrt der A4, wodurch die Gemeinde besser erreichbar geworden ist.
Merenschwand wird durch eine Postautolinie zwischen den Bahnhöfen Muri und Affoltern am Albis erschlossen, Benzenschwil verfügt über eine Haltestelle an der Bahnlinie Lenzburg–Rotkreuz (Aargauische Südbahn). An Wochenenden verkehrt ein Nachtbus von Zug über Sins und Muri nach Mühlau. Zwischen den Ortsteilen Merenschwand und Benzenschwil besteht keine direkte öffentliche Verkehrsverbindung.

## Bildung
Die Gemeinde verfügt über drei Schulanlagen mit Kindergarten, Primarschule, Sekundarschule und Realschule. Die Bezirksschule kann in Muri besucht werden. Das nächstgelegene Gymnasium ist die Kantonsschule Wohlen.

## Persönlichkeiten
- René Aebischer (1941–2012), Politiker
- Johann Heinrich Fischer (1790–1861), Politiker, Wirt, Anführer des Freiämtersturms
- Leonz Fischer (1874–1953), Nationalrat
- Karl Frey (1942–2005), Pädagoge und Hochschullehrer
- Marcel Huwyler (* 1968), Schriftsteller und Journalist
- Gottlieb Käppeli (1840–1909), Regierungsrat
- Doris Leuthard (* 1963), Bundesrätin
- Leonz Leuthard (1925–2016), Politiker
- Albert Räber (1901–1990), Politiker